# Discografia de Franz Ferdinand
A discografia de Franz Ferdinand, banda escocesa, consiste em cinco álbuns de estúdio, uma compilação, um álbum de vídeo, um extended play, vinte e oito vídeoclipes e vinte e seis singles oficiais.

## Álbuns

### Estúdio
| 2004                      | Franz Ferdinand - Gravadora: Domino Records                   | 3 | 12 | —  | 26 | 16 | 2  | 18 | 5  | 35 | 32 | - EUA: Platina      |
| 2005                      | You Could Have It So Much Better - Gravadora: Domino Records  | 1 | 5  | 3  | 5  | 2  | 2  | 9  | 7  | 4  | 8  | - EUA: Ouro         |
| 2009                      | Tonight: Franz Ferdinand - Gravadora: Domino/Epic Records     | 2 | 6  | 2  | 4  | 2  | 10 | 4  | 10 | 3  | 9  | - Reino Unido: Ouro |
| 2013                      | Right Thoughts, Right Words, Right Action - Gravadora: Domino | 6 | 18 | 7  | 6  | 4  | 19 | 3  | —  | 3  | 24 | -                   |
| 2018                      | Always Ascending - Gravadora: Domino                          | 6 | 28 | 31 | 14 | 13 | 35 | 19 | 2  | 5  | 59 | -                   |
| "—" não chegou às paradas |                                                               |   |    |    |    |    |    |    |    |    |    |                     |

### Trabalho comFFS
| Ano  | Detalhes                                 | Posição nas paradas | Posição nas paradas | Posição nas paradas | Posição nas paradas | Posição nas paradas | Posição nas paradas | Posição nas paradas | Posição nas paradas | Posição nas paradas | Posição nas paradas | Certificações |
| Ano  | Detalhes                                 | UK                  | AUS                 | CAN                 | FRA                 | ALE                 | IRL                 | HOL                 | NZL                 | SUI                 | EUA                 | Certificações |
| ---- | ---------------------------------------- | ------------------- | ------------------- | ------------------- | ------------------- | ------------------- | ------------------- | ------------------- | ------------------- | ------------------- | ------------------- | ------------- |
| 2015 | FFS - Formatos: CD, LP, download digital | 17                  | 85                  | —                   | 27                  | 22                  | 37                  | 13                  | —                   | 19                  | —                   | -             |

### Compilação
| Título | Lançamento         |
| ------ | ------------------ |
| Blood  | 1 de Junho de 2009 |

### EP
| Título            | Lançamento            |
| ----------------- | --------------------- |
| Darts of Pleasure | 8 de Setembro de 2003 |

## Álbuns de vídeo
| Título          | Lançamento             |
| --------------- | ---------------------- |
| Franz Ferdinand | 28 de Novembro de 2005 |

## Singles
| "Darts of Pleasure"                                       | 2003 | 44 | —  | —  | —   | —  | —  | —  | —  | —  | —   |          | Franz Ferdinand                           |
| "Get Up and Use Me" / "Jacqueline" (com The Fire Engines) | 2004 | —  | —  | —  | —   | —  | —  | —  | —  | —  | —   |          | Sem álbum                                 |
| "Take Me Out"                                             | 2004 | 3  | 25 | 7  | 92  | —  | 8  | 72 | 16 | —  | 66  | - : Ouro | Franz Ferdinand                           |
| "The Dark of the Matinée"                                 | 2004 | 8  | —  | —  | —   | 88 | 27 | 73 | —  | —  | —   |          | Franz Ferdinand                           |
| "Michael"                                                 | 2004 | 17 | —  | —  | —   | —  | 39 | —  | —  | —  | —   |          | Franz Ferdinand                           |
| "This Fire"                                               | 2004 | —  | 62 | —  | —   | —  | —  | 85 | —  | —  | —   |          | Franz Ferdinand                           |
| "Do You Want To"                                          | 2005 | 4  | —  | —  | 68  | 70 | 26 | 13 | —  | 75 | 76  | - : Ouro | You Could Have It So Much Better          |
| "Walk Away"                                               | 2005 | 13 | —  | —  | —   | 96 | 46 | 84 | —  | —  | —   |          | You Could Have It So Much Better          |
| "The Fallen" / "L. Wells"                                 | 2006 | 14 | 51 | —  | —   | —  | 41 | 91 | —  | —  | —   |          | You Could Have It So Much Better          |
| "Eleanor Put Your Boots On"                               | 2006 | 30 | —  | —  | —   | —  | —  | —  | —  | —  | —   |          | You Could Have It So Much Better          |
| "Swallow, Smile"                                          | 2006 | —  | —  | —  | —   | —  | —  | —  | —  | —  | —   |          | Sem álbum                                 |
| "Lucid Dreams"                                            | 2008 | —  | —  | 35 | —   | —  | —  | —  | —  | —  | —   |          | Tonight: Franz Ferdinand                  |
| "Ulysses"                                                 | 2009 | 20 | 62 | 73 | 31  | 41 | —  | 74 | —  | 44 | —   |          | Tonight: Franz Ferdinand                  |
| "No You Girls"                                            | 2009 | 22 | 34 | 54 | 46  | —  | —  | 95 | —  | 83 | 106 |          | Tonight: Franz Ferdinand                  |
| "Can't Stop Feeling"                                      | 2009 | —  | —  | —  | 69  | —  | —  | —  | —  | —  | —   |          | Tonight: Franz Ferdinand                  |
| "What She Came For"                                       | 2009 | —  | —  | —  | —   | —  | —  | —  | —  | —  | —   |          | Tonight: Franz Ferdinand                  |
| "Die on the Floor" / "Katherine Hit Me"                   | 2009 | —  | —  | —  | —   | —  | —  | —  | —  | —  | —   |          | Blood: Franz Ferdinand                    |
| "Right Action"                                            | 2013 | —  | —  | —  | —   | —  | —  | —  | —  | —  | —   |          | Right Thoughts, Right Words, Right Action |
| "Love Illumination"                                       | 2013 | —  | —  | —  | 148 | —  | —  | —  | —  | —  | —   |          | Right Thoughts, Right Words, Right Action |
| "Evil Eye"                                                | 2013 | —  | —  | —  | —   | —  | —  | —  | —  | —  | —   |          | Right Thoughts, Right Words, Right Action |
| "Bullet"                                                  | 2014 | —  | —  | —  | —   | —  | —  | —  | —  | —  | —   |          | Right Thoughts, Right Words, Right Action |
| "Fresh Strawberries"                                      | 2014 | —  | —  | —  | —   | —  | —  | —  | —  | —  | —   |          | Right Thoughts, Right Words, Right Action |
| "Stand on the Horizon"                                    | 2014 | —  | —  | —  | —   | —  | —  | —  | —  | —  | —   |          | Right Thoughts, Right Words, Right Action |
| "Johnny Delusional"                                       | 2015 | —  | —  | —  | —   | —  | —  | —  | —  | —  | —   |          | FFS                                       |
| "Call Girl"                                               | 2015 | —  | —  | —  | —   | —  | —  | —  | —  | —  | —   |          | FFS                                       |
| "Police Encounters"                                       | 2015 | —  | —  | —  | —   | —  | —  | —  | —  | —  | —   |          | FFS                                       |
| "Always Ascending"                                        | 2017 | —  | —  | —  | —   | —  | —  | —  | —  | —  | —   |          | Always Ascending                          |
| "Feel the Love Go"                                        | 2018 | —  | —  | —  | —   | —  | —  | —  | —  | —  | —   |          | Always Ascending                          |
| "Lazy Boy"                                                | 2018 | —  | —  | —  | 174 | —  | —  | —  | —  | —  | —   |          | Always Ascending                          |
| "Glimpse of Love"                                         | 2018 | —  | —  | —  | —   | —  | —  | —  | —  | —  | —   |          | Always Ascending                          |
| "Audacious"                                               | 2024 | —  | —  | —  | —   | —  | —  | —  | —  | —  | —   |          | The Human Fear                            |
| "—" não chegou às paradas                                 |      |    |    |    |     |    |    |    |    |    |     |          |                                           |

### Singles promocionais
| Título                      | Ano  | Álbum                            |
| --------------------------- | ---- | -------------------------------- |
| "I'm Your Villain"          | 2006 | You Could Have It So Much Better |
| "Outsiders"                 | 2006 | You Could Have It So Much Better |
| "This Boy"                  | 2006 | You Could Have It So Much Better |
| "Fade Together"             | 2006 | You Could Have It So Much Better |
| "Piss Off"                  | 2015 | FFS                              |
| "Collaborations Don't Work" | 2015 | FFS                              |

## Video clipes
| Ano  | Título                      | Diretore(s)                   |
| ---- | --------------------------- | ----------------------------- |
| 2003 | "Darts of Pleasure"         | Scott Lyon                    |
| 2004 | "Take Me Out"               | Jonas Odell                   |
| 2004 | "The Dark of the Matinée"   | Chris Hopewell                |
| 2004 | "Michael"                   | Uwe Flade                     |
| 2004 | "This Fire"                 | StyleWar                      |
| 2005 | "Do You Want To"            | Diane Martel                  |
| 2005 | "Walk Away"                 | Scott Lyon                    |
| 2006 | "The Fallen"                | Alex & Martin                 |
| 2006 | "L. Wells"                  | Blair Young                   |
| 2006 | "Jeremy Fraser"             | Scott Lyon                    |
| 2006 | "Eleanor Put Your Boots On" | Chris Hopewell                |
| 2006 | "Wine in the Afternoon"     | Blair Young                   |
| 2009 | "Ulysses"                   | Will Lovelace, Dylan Southern |
| 2009 | "No You Girls"              | Nima Nourizadeh               |
| 2009 | "Can't Stop Feeling"        | Russell Weekes                |
| 2013 | "Right Action"              | Jonas Odell                   |
| 2013 | "Love Illumination"         | Tim Saccenti                  |
| 2013 | "Evil Eye"                  | Diane Martel                  |
| 2013 | "Bullet"                    | Andy Knowles                  |
| 2014 | "Erdbeer Mund"              | Anna McCarthy                 |
| 2014 | "Fresh Strawberries"        | Margarita Louca               |
| 2014 | "Stand on the Horizon"      | Karan Kandhari                |
| 2015 | "Johnny Delusional"         | AB/CD/CD                      |
| 2015 | "Piss Off"                  | ROBiSROB                      |